# Amolops marmoratus
Amolops marmoratus es una especie de anfibio anuro del género Amolops de la familia Ranidae.

## Distribución geográfica
Es originaria de Asia.